# ألان ر. مون
ألان ر. مون (بالإنجليزية: Alan R. Moon)‏ هو مؤلف لعب ‏ بريطاني، ولد في 18 نوفمبر 1951 في ساوثهامبتون في المملكة المتحدة.

## وصلات خارجية
- الموقع الرسمي